# 藤村真理
藤村 真理（ふじむら まり、1967年2月6日 - ）は、日本の漫画家。東京都出身。血液型A型。デビュー作は『ほんとにホント!?』。

## 略歴
- 1982年 - 第172回別マ少女まんがスクールにおいて、4回目の投稿作である『ほんとにホント!?』で努力賞及びベスト賞を受賞。この作品がデビュー作として『別冊マーガレット』に掲載された（当時15歳）[2]。
- 2017年 - 3月11日から3月25日まで西荻窪「+cafe（タスカフェ）」において、『きょうは会社休みます。』の複製原画及び生原稿の展示会を行った[3][4]。

## 作品リスト

### 単行本
全て集英社、マーガレットコミックスから刊行されている。
- ペーパームーンをさがして（1985年7月発行、ISBN 4-08-849089-4）
- 夏の向こうがわ（1986年2月発行、ISBN 4-08-849147-5）
- オートマチックな恋だけど…（1986年10月発行、ISBN 4-08-849219-6）
- アベニュー（全2巻）
  1. 1987年9月発行、ISBN 4-08-849316-8
  2. 1987年10月発行、ISBN 4-08-849324-9
- サラダ日和（全2巻）
  1. 1988年5月発行、ISBN 4-08-849397-4
  2. 1988年6月発行、ISBN 4-08-849406-7
- あなたに逢うまで…（全3巻）
  1. 1989年1月発行、ISBN 4-08-849480-6
  2. 1989年5月発行、ISBN 4-08-849520-9
  3. 1989年6月発行、ISBN 4-08-849531-4
- アフタースクール（全2巻）
  1. 1989年11月発行、ISBN 4-08-849590-X
  2. 1990年3月発行、ISBN 4-08-849636-1
- 彼女のコトなど（全2巻）
  1. 1990年12月発行、ISBN 4-08-849719-8
  2. 1991年1月発行、ISBN 4-08-849728-7
- フリーザーより愛をこめて（1991年5月発行、ISBN 4-08-849764-3）
- SINGLES（全2巻）
  1. 1991年12月発行、ISBN 4-08-849833-X
  2. 1992年4月発行、ISBN 4-08-849873-9
- 最上階ロマンス（全2巻）
  1. 1992年9月発行、ISBN 4-08-848022-8
  2. 1993年1月発行、ISBN 4-08-848059-7
- さよならのバランス（全2巻）
  1. 1993年4月発行、ISBN 4-08-848089-9
  2. 1995年8月発行、ISBN 4-08-848389-8
- 降っても晴れても（全5巻）
  1. 1993年12月発行、ISBN 4-08-848170-4
  2. 1994年4月発行、ISBN 4-08-848209-3
  3. 1994年8月発行、ISBN 4-08-848248-4
  4. 1994年12月発行、ISBN 4-08-848288-3
  5. 1995年5月発行、ISBN 4-08-848348-0
- 天使の羽をあげる（全2巻）
  1. 1996年1月発行、ISBN 4-08-848454-1
  2. 1996年6月発行、ISBN 4-08-848518-1
- ONLY ONE!（1996年 - 、全2巻）
  1. 1997年1月29日発行、『別冊マーガレット』1996年6月号 - 9月号、ISBN 4-08-848603-X
    - 藤村真理の'96アトランタオリンピック旅行記（『別冊マーガレット』1996年11月号）

  2. 1997年6月発行、ISBN 4-08-848665-X
- 水に絵を描く（1997年 - 1998年、全3巻）
  1. 1998年4月29日発行、『別冊マーガレット』1997年10月号 - 12月号、ISBN 4-08-848798-2
    - そういう星の下（『デラックスマーガレット』1997年5月号）

  2. 1998年7月29日発行、『別冊マーガレット』1998年1月号 - 3月号、ISBN 4-08-848837-7
    - 図書室の彼（『別冊マーガレット』1997年7月号）

  3. 1999年3月2日発行、『別冊マーガレット』1998年4月号 - 5月号、ISBN 4-08-847029-X
    - Little Love（『別冊マーガレット』1998年8月号）
    - タンポポの胞子 （『デラックスマーガレット』1999年1月号）
- 1/2ハート（1999年10月30日発行、ISBN 4-08-847132-6）
  - 1/2ハート（『別冊マーガレット』1999年5月号）
  - ラヴファイター（『別冊マーガレット』1998年11月号）
  - ハワイでバカンス（描きおろし）
- 隣りのタカシちゃん。（全8巻）
- 楽園ウォーズ（全2巻）
  1. 2003年3月発行、ISBN 4-08-847612-3
  2. 2003年9月発行、ISBN 4-08-847669-7
- …の女（2004年9月29日発行、ISBN 4-08-847785-5）
  - 0の女 -ゼロのおんな- （『デラックスマーガレット』2003年11月号）
  - Sの女 -エスのおんな- （『別マスペシャル』2004年お正月増刊号）
  - 噂の女 -うわさのおんな- （『別冊マーガレット』2004年4月号）
  - −の女 -マイナスのおんな- （『デラックスマーガレット』2004年7月号）
- こんな事やあんな事（2005年11月30日発行、ISBN 4-08-846009-X）
  - こんな事やあんな事（『デラックスマーガレット』2005年1月号）
  - こんな事やあんな事 その2（『デラックスマーガレット』2005年3月号）
  - 続 こんな事やあんな事（『別マスペシャル』2005年春の増刊号）
  - 続々 こんな事やあんな事（『デラックスマーガレット』2005年9月号）
- My Favorite Girl[注 1][5]（2006年12月発行、『別冊マーガレット』2006年8月号 - 11月号、ISBN 4-08-846125-8）
- 学級×ヒエラルキー（2008年4月30日発行、ISBN 978-4-08-846289-9）
  - 学級×ヒエラルキー（『別冊マーガレット』2007年5月号別冊ふろく『別マスペシャル』2007SPRING）
  - こんな事やあんな事（『デラックスマーガレット』2006年1月号、5月号）
- 少女少年学級団（2007年 - 2018年、全9巻）
- きょうは会社休みます。（2011年 - 2017年、全13巻）
- めでたく候（『デジタルマーガレット』2019年9月20日配信[6] - 連載中、既刊3巻）

### 文庫本
全て集英社文庫から刊行されている。
- あなたに逢うまで…（2000年、全2巻）
  1. 2000年8月11日発売[7]、ISBN 4-08-617588-6
  2. 2000年8月11日発売[8]、ISBN 4-08-617589-4
- 降っても晴れても（2003年、全3巻）
  1. 2003年2月18日発売[9]、ISBN 4-08-618025-1
  2. 2003年2月18日発売[10]、ISBN 4-08-618026-X
  3. 2003年2月18日発売[11]、ISBN 4-08-618027-8
- 隣りのタカシちゃん。（2007年 - 2008年、全5巻）
- 最上階ロマンス（2008年2月15日発売[12]、ISBN 978-4-08-618682-7）
- 1/2ハート 藤村真理読切り傑作選（2010年8月18日発売[13]、ISBN 978-4-08-619108-1）
  - 1/2ハート（『別冊マーガレット』1999年5月号）
  - ラヴファイター（『別冊マーガレット』1998年11月号）
  - Little Love（『別冊マーガレット』1998年8月号）
  - 図書室の彼（『別冊マーガレット』1997年7月号）
  - そういう星の下（『デラックスマーガレット』1997年5月号）
- 恋愛女子短編集（2014年5月16日発売[14]、ISBN 978-4-08-619502-7）
  - 0の女 -ゼロのおんな- （『デラックスマーガレット』2003年11月号）
  - Sの女 -エスのおんな- （『別マスペシャル』2004年お正月増刊号）
  - 噂の女 -うわさのおんな- （『別冊マーガレット』2004年4月号）
  - −の女 -マイナスのおんな- （『デラックスマーガレット』2004年7月号）
  - あなたに似たひと （『別冊マーガレット』2002年7月号）
  - タンポポの胞子 （『デラックスマーガレット』1999年1月号）

### アンソロジー
- ねこまん（2009年7月発行、ホーム社、SHUEISYA HOME REMIX、ISBN 978-4-8342-4334-5、全1巻）
  - ねこぷ〜[15]
- 漫画家さんのおいしいさしいれ[16]（2019年1月25日発売[17]、ISBN 978-4-8342-8488-1）
  - 村上開新堂（東京）他（描きおろし）

### イラスト
- 著者:加藤千恵、装画:藤村真理 『そして旅にいる』 幻冬舎、全1巻
  - 2019年1月10日発売[18][19]、ISBN 978-4-344-03411-2

### CDブック
- あなたに逢うまで…（1991年7月発行、集英社、ISBN 4-08-901040-3）

### 単行本未収録作品
- きょうは会社休みます。番外編[20]（『Cocohana』2022年1月号）

## 関連人物
- くらもちふさこ[2] - デビュー時の評者。
- 西山優里子 - 高校生の時の同級生[21]。